# Sinti-Gedenkstätte

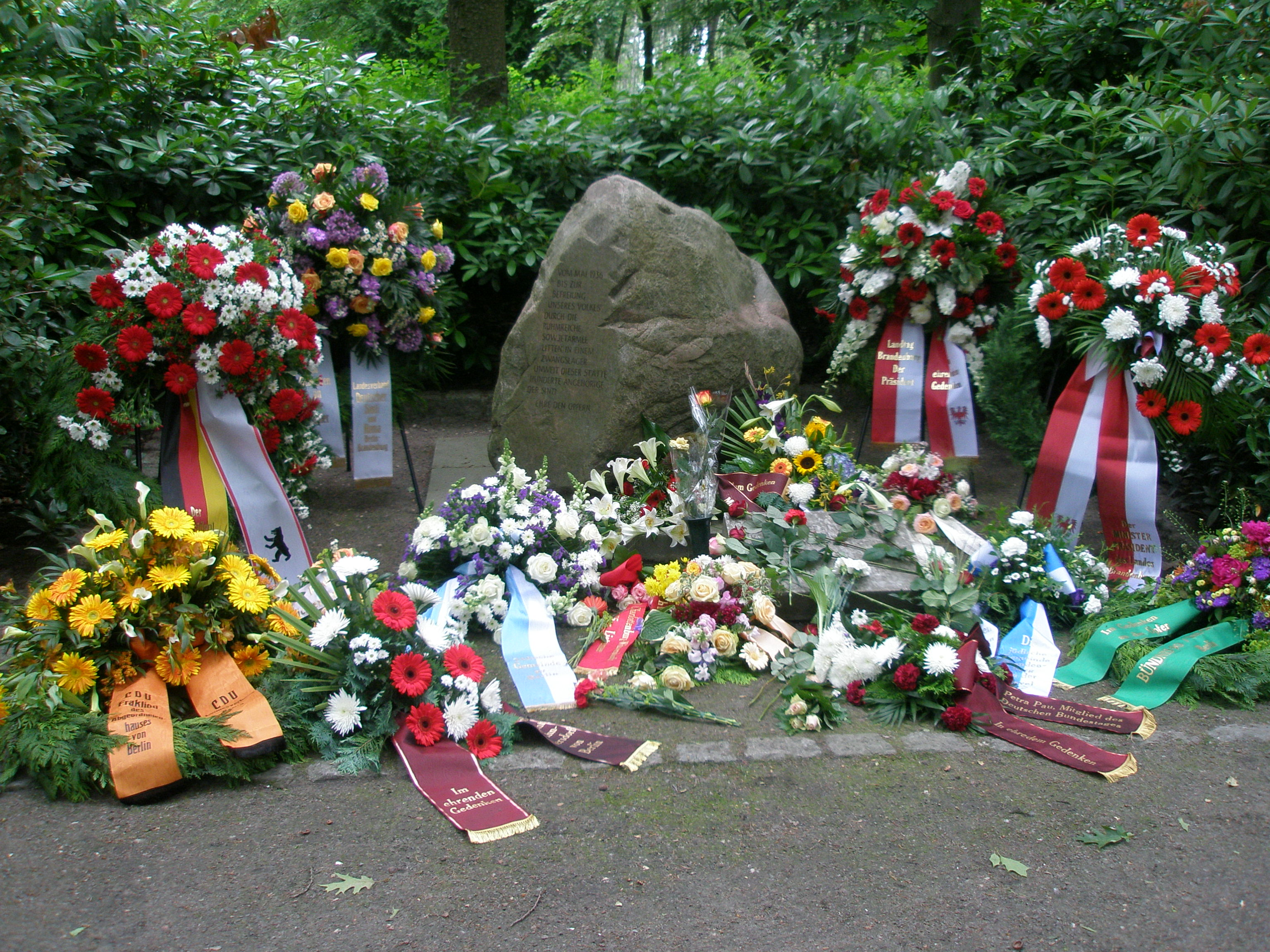
Sinti-Gedenkstätte

Die Sinti-Gedenkstätte (auch Gedenkensemble für Sinti und Roma oder Gedenkstein für Sinti und Roma) ist ein Gedenkstein und Gartendenkmal auf dem Parkfriedhof Marzahn im Berliner Ortsteil Marzahn des Bezirks Marzahn-Hellersdorf.

## Beschreibung
Die Sinti-Gedenkstätte befindet sich im hinteren rechten Teil des Parkfriedhofs Marzahn und erinnert seit der Aufstellung im September 1986 durch den Rat des Stadtbezirks ein Findling, eine davor liegende helle Marmortafel und eine links davorgesetzte Kupfertafel an die Leiden der Berliner Zigeuner vom Mai 1936 bis zur Befreiung des Volkes durch die Sowjetarmee. Die Idee zu dieser Gedenkstätte kam vom Schriftsteller Reimar Gilsenbach und von Pfarrer Bruno Schottstädt von der Kirchengemeinde Marzahn-Nord. Außerdem wurde die Inschrift im Sommer 1997 ausgebessert. Die Marmortafel, die vor dem Findling liegt, wurde am 16. Juni 1990 enthüllt. Gemeinsam mit Cinti Union und Reimar Gilsenbach entstand eine Tafel. Ein Jahr später wurde die von Götz Dorl gestaltete Metalltafel daneben aufgestellt. 
Auf dem Findling steht folgende Inschrift: VOM MAI 1936 / BIS ZUR / BEFREIUNG / UNSERES VOLKES / DURCH DIE / RUHMREICHE / SOWJETARMEE / LITTEN IN EINEM / ZWANGSLAGER / UNWEIT DIESER STÄTTE / HUNDERTE ANGEHÖRIGE / DER SINTI / EHRE / DEN OPFERN. 
Die Marmortafel ist 0,10 × 0,60 × 0,45 Meter groß und da steht folgende Inschrift: Den Berliner Sinti, die im / Zigeunerlager Marzahn litten / und in Auschwitz starben / Mai 1936 - Mai 1945 / ATSCHEN DEVLEHA. 
Die Kupferschrifttafel ist 0,80 × 0,70 Meter groß und dort steht folgende Inschrift: Auf einem ehemaligen Rieselfeld nördlich / dieses Friedhofs richteten die Nazis / im Vorfeld der Olympischen Spiele 1936 / einen »Zigeunerrastplatz« ein, auf dem / Hunderte Sinti und Roma / gezwungen wurden zu leben. Zusammengepfercht in düsteren Baracken, / fristeten die Lagerbewohner ein elendes / Dasein. Harte Arbeit, Krankheit und Hunger / forderten ihre Opfer. Willkürlich wurden / Menschen verschleppt und verhaftet. / Demütigende »rassenhygienische Untersuchungen« / verbreiteten Angst und Schrecken. / Im Frühjahr 1943 wurden die meisten der / »Festgesetzten« nach Auschwitz deportiert. / Männer und Frauen, Greise und Kinder. / Nur wenige überlebten.